# Muladi
Pour l’article homonyme, voir Muladi (upazila).
Le mot muladi (en espagnol : muladí, muladíes au pluriel) vient de l'arabe مُوَلَّد, muwallad, qui signifie : adapté ou mixte. Le terme possède deux significations proches qui tendent à définir l'identité d'une personne non arabe convertie à la foi musulmane à l'époque d'Al-Andalus.

## Définitions
Ce vocable s'employait dans l'Espagne musulmane pour deux acceptions:
1. Le chrétien qui abandonnait le christianisme, et se convertissait à l'islam et vivait parmi les musulmans. Il se différencie d'un mozarabe parce que ce dernier conservait sa religion chrétienne dans les zones sous domination musulmane.
2. Le fils d'un couple mixte, chrétien-musulman et de religion musulmane.

Les muladíes (tels que les Banu Qasi) apparurent en Espagne au VIIIe et IXe siècles. Au IXe siècle, le règne d'Abd al-Rahman II fut notamment marqué par un décret d'apostasie pour les chrétiens nés de couple mixte. Les conversions se firent nombreuses, de sorte que l'essentiel de la population d'Al-Andalus était muladi au Xe siècle suscitant la vague des martyrs de Cordoue ainsi que d'importantes rébellions faisant sécession avec l'émirat.
Quelques muladíes rebelles devinrent célèbres, comme Umar bin Hafs bin Chafar, né à Ronda issu d'une famille wisigothe dont l'aïeul se convertit à l'islam. À partir de 886, il réussit à contrôler politiquement un territoire important de l'Andalousie puis se convertit au christianisme en 899, en installant un évêque chrétien à Bobastro et menaçant Cordoue. Il est défait par l'émir de Cordoue, Abd-ar-Rahman III en septembre 917 qui récupère tous les territoires en 928. Fort du prestige de cette victoire, Abd-ar-Rahman III se déclare peu après calife indépendant de Bagdad en 929.